# 1825 az irodalomban
Az 1825. év az irodalomban.

## Események

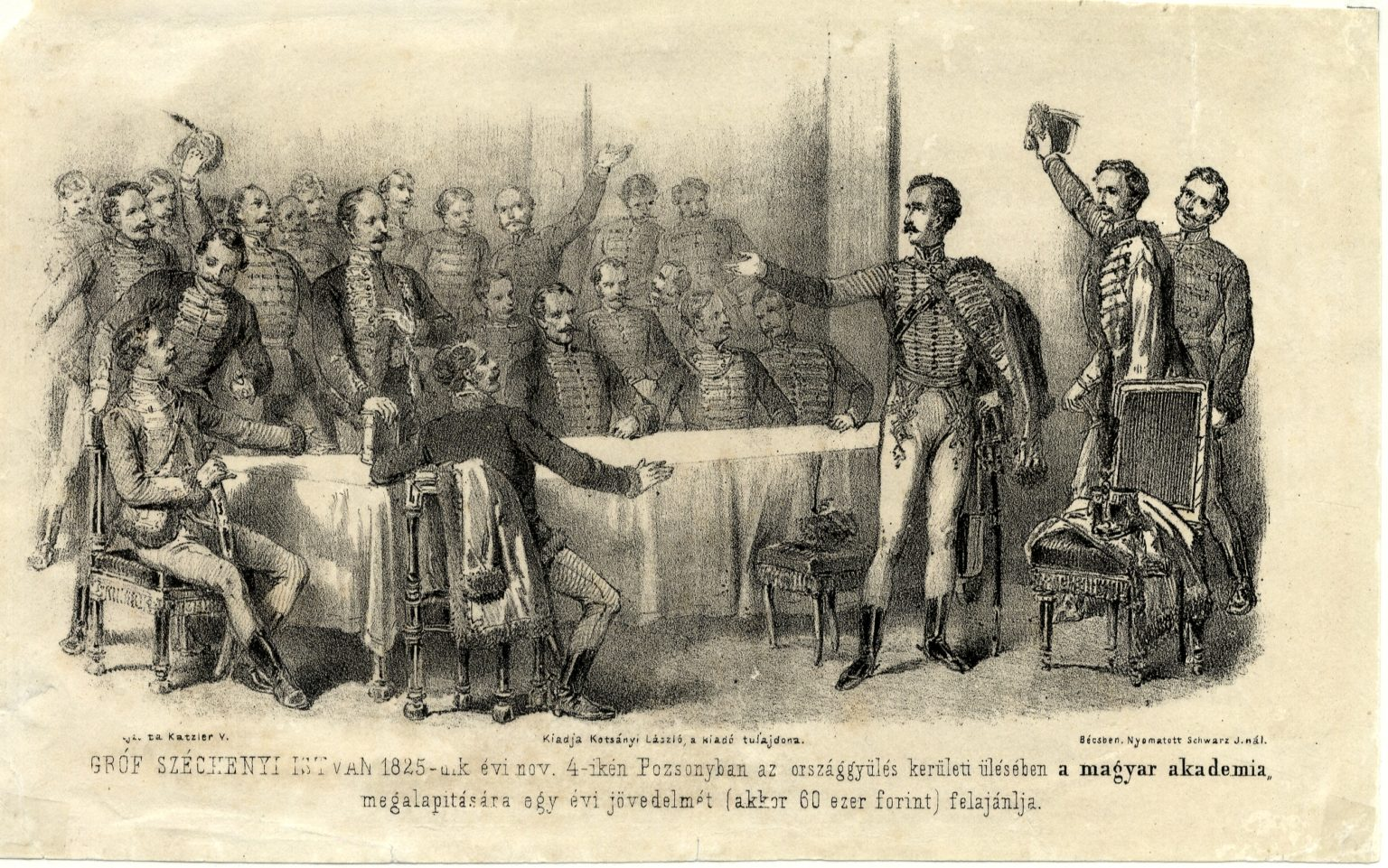
Széchenyi István felajánlja birtokainak éves jövedelmét egy Tudós Társaság alapítására

november 3. – Széchenyi István felajánlja egyévi jövedelmét egy tudós társaság (a leendő Magyar Tudományos Akadémia) alapítására, példáját ugyanakkor három nagybirtokos is követi.

## Megjelent új művek
- William Hazlitt  angol esszéíró, kritikus könyve kortárs irodalmi portrékkal: Spirit of the Age (A kor szelleme).[2]
- Charles Lamb: The Pawnbroker's Daughter.[3]
- Walter Scott-regények:[4]
  - The Betrothed
  - The Talisman

### Költészet
- Alekszandr Puskin: Anyegin, első ének; a verses regény további énekei folyamatosan jelennek meg 1832-ig.
- Esaias Tegnér svéd püspök, költő eposza: Frithiofs saga.

### Dráma
- Bécsben bemutatják Franz Grillparzer drámáját: König Ottokars Glück und Ende (Ottokár király szerencséje és bukása).

### Magyar nyelven

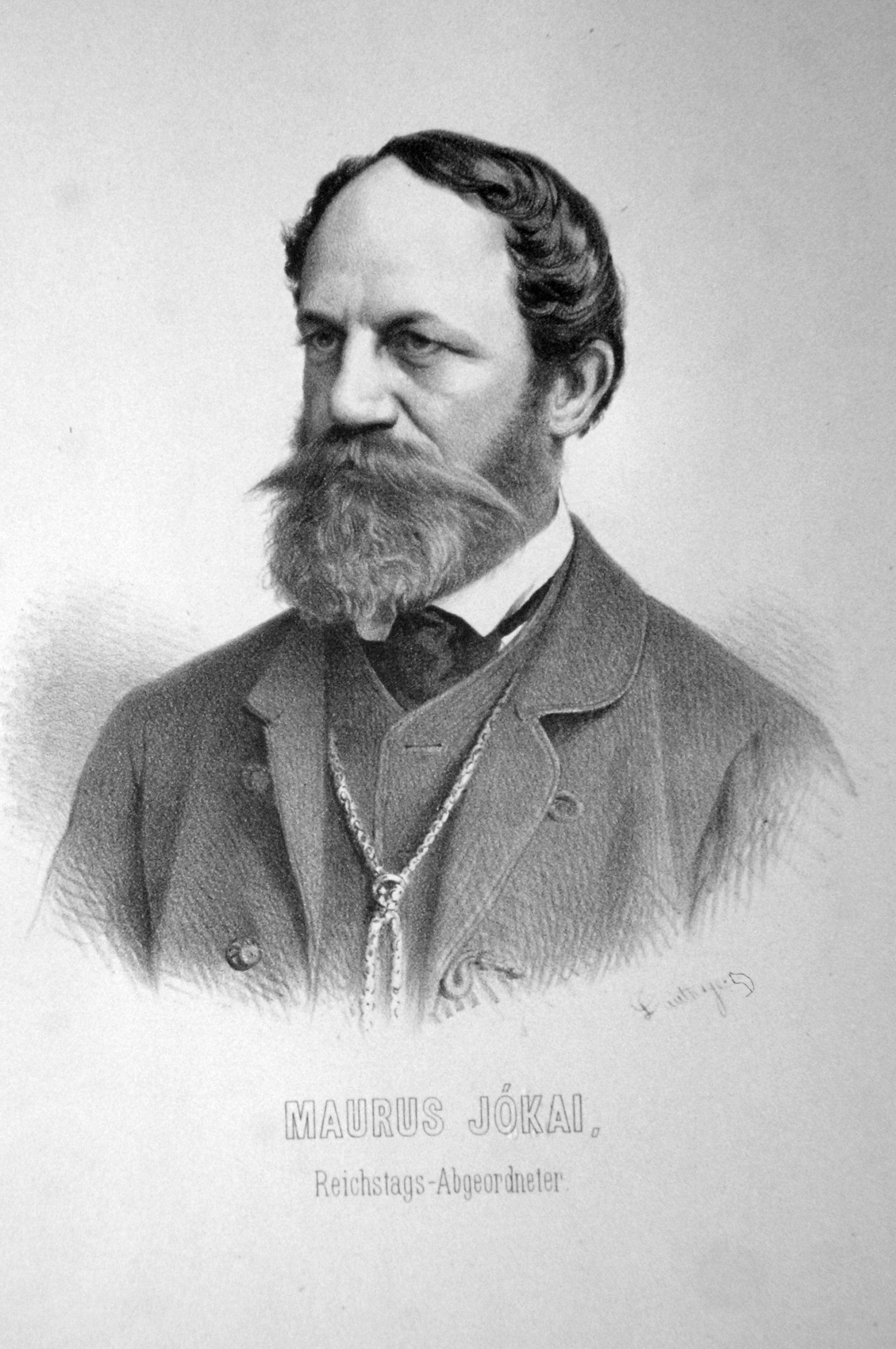
Jókai Mór

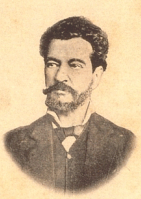
Bernardo Guimarães

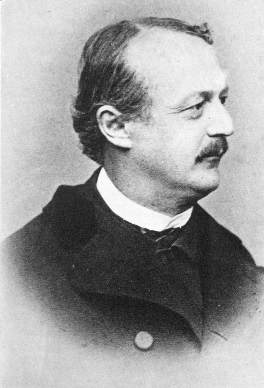
Conrad Ferdinand Meyer

- Kisfaludy Károly történeti novellája: a Tihamér. „Tihamérról Császár Elemér úgy nyilatkozik, hogy ez az első magyar szépprózai alkotás, melyben igazi történeti levegő van.”[5]
- Vörösmarty Mihály:
  - Zalán futása, eposz tíz énekben; megjelenése korszakhatárt jelöl a magyar irodalom történetében
  - Cserhalom, kiseposz egy énekben

## Születések
- január 11. – Bayard Taylor észak-amerikai utazó, diplomata, író, költő († 1878)
- február 18. – Jókai Mór magyar regényíró, a „nagy magyar mesemondó”, a 19. század második felének ünnepelt írófejedelme  († 1904)
- április 27. – Greguss Ágost magyar író, esztéta, műfordító († 1882)
- augusztus 15. – Bernardo Guimarães brazil író, költő († 1884)
- október 11. – Conrad Ferdinand Meyer németajkú svájci költő, író, különösen történeti témájú műveiről nevezetes († 1898)
- december 4. – Alekszej Nyikolajevics Plescsejev orosz költő, író, műfordító, kritikus († 1893)

## Halálozások
- március 9. – Anna Laetitia Barbauld angol költő, esszéíró, kritikus (* 1743)
- március 24. – Trattner János Tamás magyar nyomdász és könyvkereskedő, a magyar nyelvű tudományos, irodalmi és ismeretterjesztő művek kiadásának mecénása (* 1789)
- szeptember 4. – Franciszek Karpiński lengyel költő (* 1741)
- november 14. – Jean Paul Richter német író (* 1763)